# 异华鲮
异华鲮（学名：Parasinilabeo assimilis）为輻鰭魚綱鯉形目鲤科异华鲮属的鱼类，俗名油鱼。其种加词“assimilis”意为“相近的”。在中国，分布于珠江水系等，體長可達10.9公分。该物种的模式产地在广西阳朔、修仁。